# Linia Hyŏksin
Linia Hyŏksin jest jedną z dwóch linii metra w Pjongjangu. Linia przecina miasto w osi zachód-wschód. Składa się z 9 stacji, z czego jedna ze stacji (Kwangmyŏng) została zamknięta w 1995 roku. W godzinach szczytu pociągi odjeżdżają co 2 minuty, poza godzinami szczytu co 5-7 minut.

## Lista stacji
Lista wymienia stacje kolejno ze wschodu na zachód.
| Nazwa stacji                   | Data otwarcia | Data zamknięcia |
| ------------------------------ | ------------- | --------------- |
| Rakwŏn                         | 1975          |                 |
| Kwangmyŏng                     | 1975          | 1995            |
| Samhŭng                        | 1975          |                 |
| Chŏnsŭng (stacja przesiadkowa) | 1975          |                 |
| Hyŏksin                        | 1975          |                 |
| Kŏnsŏl                         | 1978          |                 |
| Hwanggŭmbŏl                    | 1978          |                 |
| Kŏn'guk                        | 1978          |                 |
| Kwangbok                       | 1978          |                 |